# Залізнична катастрофа на станції Гнівань
Залізнична катастрофа на станції Гнівань — Крупна залізнична катастрофа, що трапилася 7 червня 1991 року у Вінницькій області на 2-й колії станції Гнівань, коли некерований вантажний склад № 3225 без електровоза на швидкості 110 км/год врізався у маневровий тепловоз ЧМЕ3-2805, в результаті зіткнення був розбитий маневровий тепловоз ЧМЕ3-2805 і всі 45 вагонів вантажного складу № 3225, загинув 30-и річний помічник машиніста Володимир Клоноз.

## Хронологія подій
На світанку 7 червня 1991 року, о 6 годині 05 хвилин, на станцію Жмеринка Південно-Західної залізниці прибув вантажний потяг № 3225, який складався із 45 напіввагонів, навантажених кам'яним вугіллям. Потяг мав вирушити далі, потрібно було лише провести огляд і змінити локомотив. Чергова по станції Жмеринка Валентина Адольфівна Кіряєва дала вказівку сигналісту станції Марії Карлівні Мазур закріпити склад трьома гальмівними підкладнями. Не очікуючи на підтвердження виконання, вона дала наказ машиністу відчеплятись від потяга, а працівникам ПТО провести огляд. Втім, потяг так і не був закріплений. Як пояснила пізніше Марія Мазур, вона відійшла в кущі по своїх справах і тому не встановила гальмівні башмаки.
Тим часом працівники ПТО В. С. Малаховський і Б. М. Школяр відпустили гальма потяга і почали технічне обслуговування. Через якийсь час вони помітили, що вагони почали повільно рухатись. Колія від Жмеринки в бік Вінниці має природний ухил.
Чергова по станції (далі — ДСП) В. А. Кіряєва тільки через дві хвилини після самовільного виходу вагонів зі станції Жмеринка повідомила ДСП ст. Браїлів про відхід некерованої групи вагонів в бік станції Браїлів. Про вловлюючий тупик ДСП Кіряєва чомусь забула. Склад пройшов більше 18-ти кілометрів, при цьому набравши швидкість понад 100 км / год. О 7:00 потяг з вугіллям на великій швидкості проїхав станцію Браїлів, чергова по станції (О. В. Козловська) тут же повідомила диспетчера (ДНЦ) Жмеринського відділення (М. П. Пажетнова) про те, що трапилося. А ось чому чергова по станції Жмеринка не повідомила ДНЦ — невідомо. Але після повідомлення ДСП станції Браїлів система оповіщення спрацювала. ДНЦ тут же повідомляє чергову по станції Гнівань.
В цей же час міжнародний поїзд № 9 Москва — Белград тільки проїхав станцію Гнівань при швидкості 53 км/год і слідував по суті, назустріч цьому некерованому складу, що мчав зі швидкістю понад 100 км/год. В 7:03 машиністу поїзда номер № 9 було дано вказівку про застосування екстреного гальмування, за хвилини було прийнято рішення і диспетчер Марія Павлівна Пажетнова дала вказівку осаджувати «дев'ятку» назад на станцію на першу колію, на другу колію було вирішено прийняти некерований склад. У хвіст поїзда був терміново відправлений складач. За півтори хвилини «дев'ятка», на досить високій швидкості пройшла 1800 метрів назад на станцію і пасажирський потяг, прослідувавши маршрутний сигнал Н1А, втягнувся всередину станції.
Чергова встигла перевести стрілку з першої на другу колію. Нею ж було дано вказівку машиністу маневрового тепловоза з п'ятьма вагонами (В. І. Савченко), що знаходився на станції, відчепитися і слідувати під рампу, а укладачу (В. Н. Клоноз) взяти башмаки і терміново встановити їх на другій колії.
О 7:09 некерований вантажний потяг влітає на станцію Гнівань. Перший вагон потяга, не вписавшись на величезній швидкості в стрілку, перекидається і всі наступні вагони слідують за ним. За інерцією величезна маса металу, змішана з вугіллям, мчить змітаючи все навколо — рейки, шпали, опори.
Побачивши, що відбувається, машиніст маневрового тепловоза (В. І. Савченко) вистрибнув з кабіни, а через мить його тепловоз з п'ятьма вагонами був розчавлений і зім'ятий під останками колишнього вугільного потяга. Не встиг відбігти від смертоносного завалу складач Володимир Клоноз. Але він встиг поставити гальмівні башмаки на другій головній колії.
За кілька хвилин до зіткнення завдяки злагодженим та чітким діям ДНЦ (М. П. Пажетнова), ДСП Гнівань (З. П. Ковальська) і локомотивної бригади, зокрема, машиніста поїзда № 9 (В. Н. Руднєв) була відвернена катастрофа, що могла стати більш жахливою, ніж в Користівці і Каменській.

## Наслідки

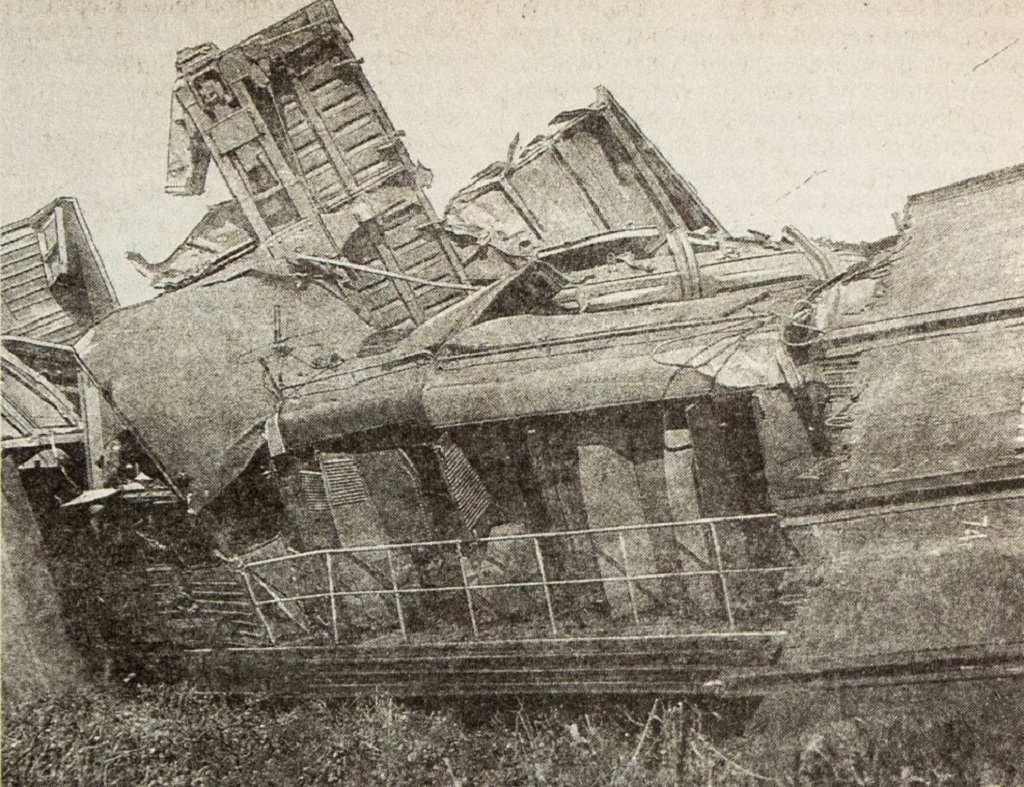
Зруйнований ЧМЕ3-2805

Внаслідок катастрофи був зруйнований до стану списання маневровий тепловоз ЧМЕ3 № 2805 і 47 вантажних вагонів (всі 42 вагони потяга з вугіллям і 5 вагонів потяга з залізобетонними конструкціями), а також було зруйновано близько 300 метрів залізничної колії, 500 метрів контактних мереж, 5 стрілочних переводів. Загальні збитки було оцінено в 1,3 млн радянських рублів.
На місці катастрофи загинув 30-річний складач Володимир Клоноз. На місці катастрофи досі знаходиться скромний пам'ятний знак Володимиру з написом «Отдал жизнь, спасая сотни других жизней».